# 多聞寺 (東久留米市)
多聞寺（たもんじ）は東京都東久留米市本町にある真言宗智山派の寺院。

## 歴史
石神井公園の三宝寺の末寺。
"開山貞和5年。本尊は不動木の立像、境内は古樹蒼鬱として古寺なること知るべし、本堂に向いて左に毘沙門堂がある"
と新編武蔵風土記稿に記されている。
現在は南向きの明るい境内で、本堂は1975年（昭和50年）に弘法大師の生誕1200年を記念して鉄筋コンクリート建てに建立された。

## 境内
境内の中央に本堂があり、南面中央に山門、その右手に庫裡、左手に薬師堂がある。

### 本堂
皇国地誌では康元元年（1256年）に創建とされ、3度の大火にあって延喜3年（1945年）に再建され、現在の本堂は1975年（昭和50年）6月に鉄筋コンクリートで建替えられた。

### 薬師堂
堂内には薬師如来はじめ、木造の地蔵菩薩、弁財天などが保存されていた。もとは毘沙門堂であった。薬師堂前の六地蔵尊には左より「地持」「陀羅尼」「法性」「法印」「鶏亀」「寶性」と記されている。

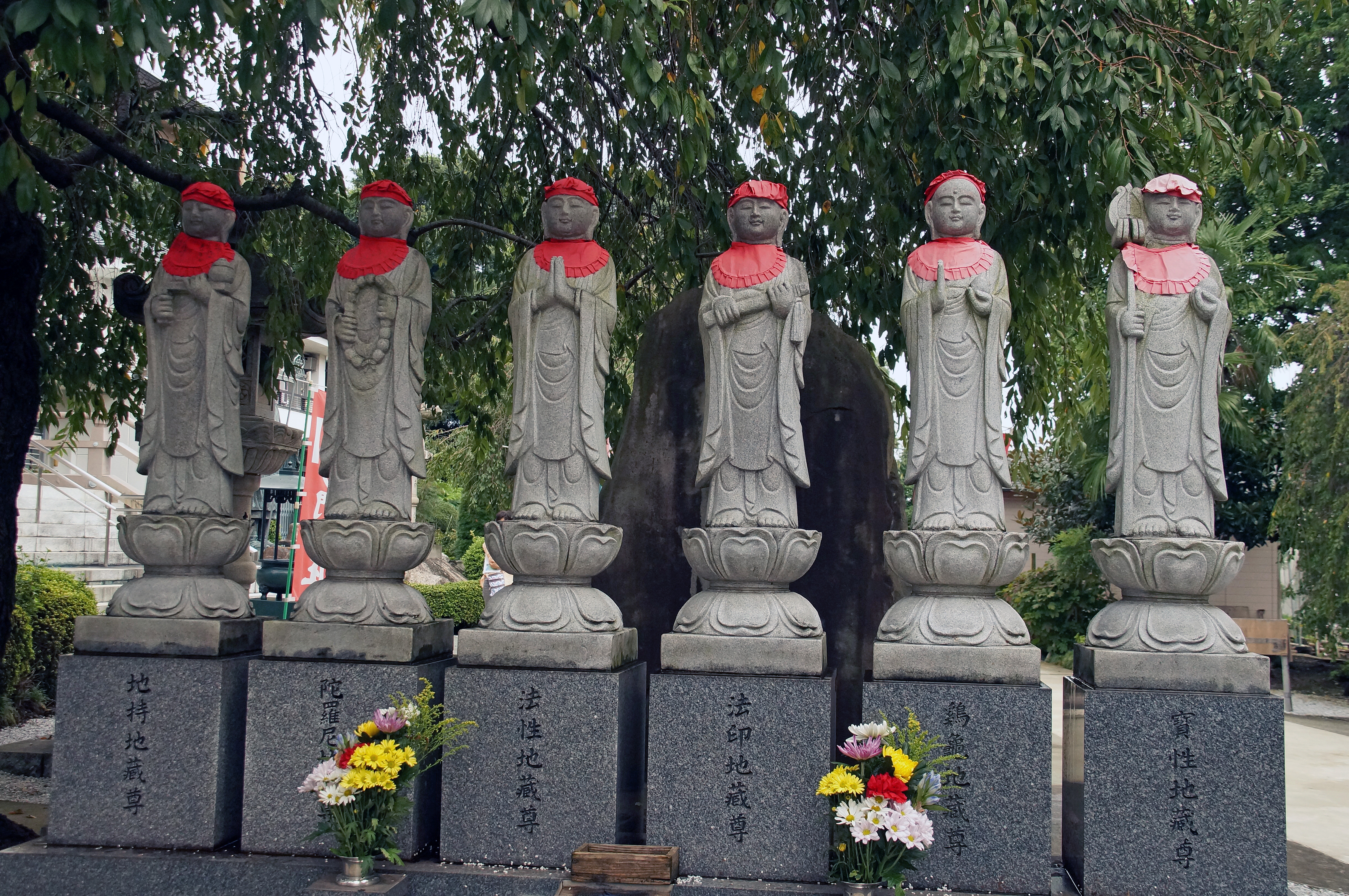
六地蔵

### 山門

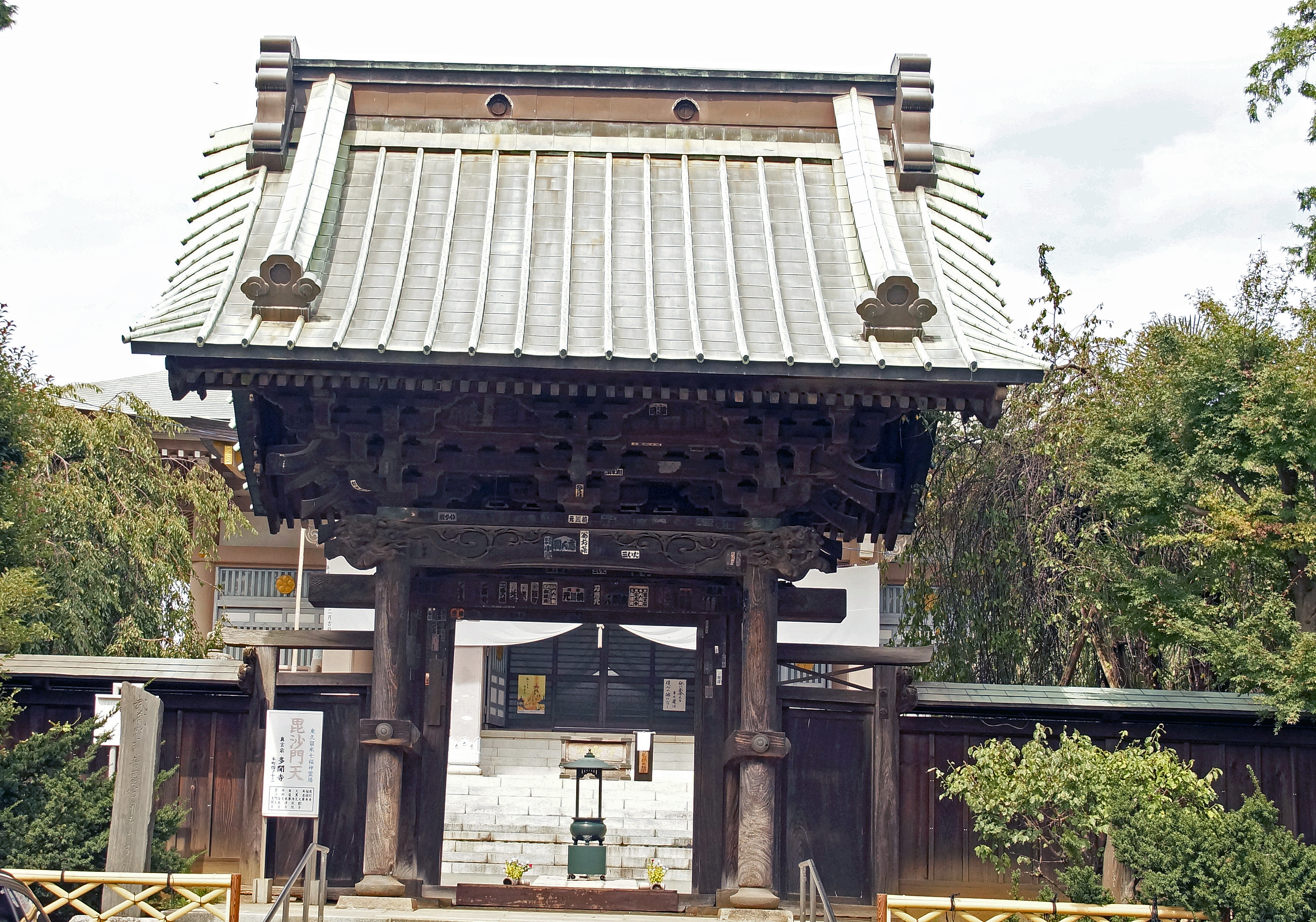
山門

この門は、天保年間、村の欅を落合川に流して江戸まで運び、彫師に獅子の彫り物を彫らせ、近隣在住の西川家祖先の大工により作られたとの伝承あり。嘉永5年（1852年）の多聞寺建替えの際に再建された。東久留米市の指定文化財。なお、再建の際の古門は田無の観音寺（現総持寺）に譲り渡されたが、現存していない。

## 文化財

### 多聞寺三代住職逆修供養板碑
多聞寺三代住職逆修供養板碑（たもんじさんだいじゅうしょくぎゃくしゅうくよういたび）は室町時代作。多聞寺の開発（かいほつ。寺伝では中興初代）から三代までの住職の板碑。現存寺院と関係のある板碑は極めて稀で珍しい。
- 開発亮慶（りょうけい）[注釈 2]法印のものは明応7年（1498年）作。高さ101センチメートル、幅27.5センチメートル。
- 第二住亮真（りょうしん）法印のものは大永5年（1525年）作。高さ112センチメートル、幅27.7センチメートル。
- 第三住賢栄（けんえい）法印のものは天文20年（1551年）作。高さ131センチメートル、幅35.5センチメートル。

いずれも生前に仏事を修して死後の冥福を祈った逆修板碑である。
1981年（昭和56年）に東久留米市の有形文化財（第5号）に指定された。

### 南沢獅子舞
江戸時代初期頃から旧南沢村に伝わる伝統芸能で、東久留米市指定無形民俗文化財。毎年9月15日の氷川神社の秋祭りに、五穀豊穣と悪疫退散を祈願して村をあげて盛大に行われた。現在は10月14日の夜は多聞寺で練習の総仕上げの「揃い獅子」、15日の昼は氷川神社の境内で、同夜は多聞寺で演じられる。南沢獅子舞には獅子の他に太刀（たち）、世流布（せりふ）、神楽（かぐら）、万歳（まんざい）等の芸能が行われる。

## 年中行事
- 10月15日　南沢獅子舞

## 交通アクセス
- 鉄道
  - 西武池袋線　東久留米駅より1.0km[7]。